# Mihai Pintilii
Doru Mihai Pintilii (Iași, 9 novembre 1984) è un allenatore di calcio ed ex calciatore rumeno, di ruolo centrocampista, assistente allenatore del FCSB.

## Carriera

### Nazionale
Viene convocato per gli Europei 2016 in Francia.

## Statistiche

### Presenze e reti nei club
Statistiche aggiornate al 30 giugno 2020.
| Stagione               | Squadra                | Campionato             | Campionato | Campionato | Coppe nazionali | Coppe nazionali | Coppe nazionali | Coppe continentali | Coppe continentali | Coppe continentali | Altre coppe | Altre coppe | Altre coppe | Totale | Totale |
| Stagione               | Squadra                | Comp                   | Pres       | Reti       | Comp            | Pres            | Reti            | Comp               | Pres               | Reti               | Comp        | Pres        | Reti        | Pres   | Reti   |
| ---------------------- | ---------------------- | ---------------------- | ---------- | ---------- | --------------- | --------------- | --------------- | ------------------ | ------------------ | ------------------ | ----------- | ----------- | ----------- | ------ | ------ |
| gen.-giu. 2007         | Jiul Petroșani         | Liga I                 | 11         | 0          | CR              | -               | -               | -                  | -                  | -                  | -           | -           | -           | 11     | 0      |
| 2007-2008              | Jiul Petroșani         | Liga II                | 30         | 4          | CR              | 2               | 0               | -                  | -                  | -                  | -           | -           | -           | 32     | 4      |
| 2008-2009              | Jiul Petroșani         | Liga II                | 30         | 3          | CR              | 0               | 0               | -                  | -                  | -                  | -           | -           | -           | 30     | 3      |
| 2009-gen. 2010         | Jiul Petroșani         | Liga II                | 14         | 1          | CR              | 0               | 0               | -                  | -                  | -                  | -           | -           | -           | 14     | 1      |
| Totale Jiul Petroșani  | Totale Jiul Petroșani  | Totale Jiul Petroșani  | 85         | 8          |                 | 2               | 0               |                    | -                  | -                  |             | -           | -           | 87     | 8      |
| gen.-giu. 2010         | Int. Curtea de Argeș   | Liga I                 | 15         | 0          | CR              | -               | -               | -                  | -                  | -                  | -           | -           | -           | 15     | 0      |
| 2010-2011              | Pandurii               | Liga I                 | 29         | 3          | CR              | 0               | 0               | -                  | -                  | -                  | -           | -           | -           | 29     | 3      |
| 2011-2012              | Pandurii               | Liga I                 | 30         | 4          | CR              | 1               | 0               | -                  | -                  | -                  | -           | -           | -           | 31     | 4      |
| 2012-2013              | Steaua Bucarest        | Liga I                 | 30         | 5          | CR              | 0               | 0               | UEL                | 13                 | 0                  | -           | -           | -           | 43     | 5      |
| 2013-2014              | Steaua Bucarest        | Liga I                 | 23         | 0          | CR              | 5               | 0               | UCL                | 9                  | 1                  | SR          | 1           | 1           | 38     | 2      |
| 2014-gen. 2015         | Al-Hilal               | SPL                    | 12         | 0          | CPC             | 2               | 0               | ACL                | 6                  | 0                  | KCC         | 0           | 0           | 20     | 0      |
| gen.-giu. 2015         | Pandurii               | Liga I                 | 10         | 1          | CR+CdL          | 0+2             | 0               | -                  | -                  | -                  | -           | -           | -           | 12     | 1      |
| Totale Pandurii        | Totale Pandurii        | Totale Pandurii        | 69         | 8          |                 | 3               | 0               |                    | -                  | -                  |             | -           | -           | 72     | 8      |
| 2015-gen. 2016         | Hapoel Tel Aviv        | Lh                     | 14         | 0          | CI+CdL          | 2+0             | 0               | -                  | -                  | -                  | -           | -           | -           | 16     | 0      |
| gen.-giu. 2016         | Steaua Bucarest        | Liga I                 | 8+3        | 0          | CR+CdL          | 1+0             | 0               | UCL+UEL            | -                  | -                  | SR          | -           | -           | 12     | 0      |
| 2016-2017              | Steaua Bucarest        | Liga I                 | 13+8       | 2+1        | CR+CdL          | 2+1             | 0               | UCL+UEL            | 2+2                | 0                  | -           | -           | -           | 28     | 3      |
| 2017-2018              | Steaua Bucarest        | Liga I                 | 19+7       | 0+1        | CR              | 0               | 0               | UCL+UEL            | 3+4                | 0                  | -           | -           | -           | 33     | 1      |
| 2018-2019              | Steaua Bucarest        | Liga I                 | 7+2        | 0          | CR              | 0               | 0               | UEL                | 6                  | 0                  | -           | -           | -           | 15     | 0      |
| 2019-2020              | Steaua Bucarest        | Liga I                 | 5          | 0          | CR              | 0               | 0               | UEL                | 2                  | 0                  | -           | -           | -           | 7      | 0      |
| Totale Steaua Bucarest | Totale Steaua Bucarest | Totale Steaua Bucarest | 105+20     | 7+2        |                 | 9               | 0               |                    | 41                 | 1                  |             | 1           | 1           | 176    | 11     |
| Totale carriera        | Totale carriera        | Totale carriera        | 320        | 25         |                 | 18              | 0               |                    | 47                 | 1                  |             | 1           | 1           | 386    | 27     |

### Cronologia presenze e reti in nazionale
| Cronologia completa delle presenze e delle reti in nazionale ― Romania | Cronologia completa delle presenze e delle reti in nazionale ― Romania | Cronologia completa delle presenze e delle reti in nazionale ― Romania | Cronologia completa delle presenze e delle reti in nazionale ― Romania | Cronologia completa delle presenze e delle reti in nazionale ― Romania | Cronologia completa delle presenze e delle reti in nazionale ― Romania | Cronologia completa delle presenze e delle reti in nazionale ― Romania | Cronologia completa delle presenze e delle reti in nazionale ― Romania |
| Data                                                                   | Città                                                                  | In casa                                                                | Risultato                                                              | Ospiti                                                                 | Competizione                                                           | Reti                                                                   | Note                                                                   |
| ---------------------------------------------------------------------- | ---------------------------------------------------------------------- | ---------------------------------------------------------------------- | ---------------------------------------------------------------------- | ---------------------------------------------------------------------- | ---------------------------------------------------------------------- | ---------------------------------------------------------------------- | ---------------------------------------------------------------------- |
| 10-8-2011                                                              | Città di San Marino                                                    | San Marino                                                             | 0 – 1                                                                  | Romania                                                                | Amichevole                                                             | -                                                                      | 46’                                                                    |
| 11-11-2011                                                             | Liegi                                                                  | Belgio                                                                 | 2 – 1                                                                  | Romania                                                                | Amichevole                                                             | -                                                                      | 71’                                                                    |
| 15-11-2011                                                             | Altach                                                                 | Grecia                                                                 | 1 – 3                                                                  | Romania                                                                | Amichevole                                                             | -                                                                      | 46’                                                                    |
| 27-1-2012                                                              | Antalya                                                                | Turkmenistan                                                           | 0 – 4                                                                  | Romania                                                                | Amichevole                                                             | -                                                                      | 68’                                                                    |
| 29-2-2012                                                              | Bucarest                                                               | Romania                                                                | 1 – 1                                                                  | Uruguay                                                                | Amichevole                                                             | -                                                                      | 46’                                                                    |
| 7-9-2012                                                               | Tallinn                                                                | Estonia                                                                | 0 – 2                                                                  | Romania                                                                | Qual. Mondiali 2014                                                    | -                                                                      | 66’                                                                    |
| 12-10-2012                                                             | Istanbul                                                               | Turchia                                                                | 0 – 1                                                                  | Romania                                                                | Qual. Mondiali 2014                                                    | -                                                                      |                                                                        |
| 16-10-2012                                                             | Bucarest                                                               | Romania                                                                | 1 – 4                                                                  | Paesi Bassi                                                            | Qual. Mondiali 2014                                                    | -                                                                      |                                                                        |
| 14-11-2012                                                             | Bucarest                                                               | Romania                                                                | 2 – 1                                                                  | Belgio                                                                 | Amichevole                                                             | -                                                                      | 46’                                                                    |
| 6-2-2013                                                               | Malaga                                                                 | Australia                                                              | 2 – 3                                                                  | Romania                                                                | Amichevole                                                             | -                                                                      | 6’                                                                     |
| 22-3-2013                                                              | Budapest                                                               | Ungheria                                                               | 2 – 2                                                                  | Romania                                                                | Qual. Mondiali 2014                                                    | -                                                                      | 86’                                                                    |
| 26-3-2013                                                              | Amsterdam                                                              | Paesi Bassi                                                            | 4 – 0                                                                  | Romania                                                                | Qual. Mondiali 2014                                                    | -                                                                      |                                                                        |
| 14-8-2013                                                              | Bucarest                                                               | Romania                                                                | 1 – 1                                                                  | Slovacchia                                                             | Amichevole                                                             | -                                                                      | 46’                                                                    |
| 6-9-2013                                                               | Bucarest                                                               | Romania                                                                | 3 – 0                                                                  | Ungheria                                                               | Qual. Mondiali 2014                                                    | 1                                                                      |                                                                        |
| 10-9-2013                                                              | Bucarest                                                               | Romania                                                                | 0 – 2                                                                  | Turchia                                                                | Qual. Mondiali 2014                                                    | -                                                                      |                                                                        |
| 5-3-2014                                                               | Bucarest                                                               | Romania                                                                | 0 – 0                                                                  | Argentina                                                              | Amichevole                                                             | -                                                                      |                                                                        |
| 31-5-2014                                                              | Yverdon                                                                | Albania                                                                | 0 – 1                                                                  | Romania                                                                | Amichevole                                                             | -                                                                      | 90+1’                                                                  |
| 7-9-2014                                                               | Atene                                                                  | Grecia                                                                 | 0 – 1                                                                  | Romania                                                                | Qual. Euro 2016                                                        | -                                                                      | 31’                                                                    |
| 11-10-2014                                                             | Bucarest                                                               | Romania                                                                | 1 – 1                                                                  | Ungheria                                                               | Qual. Euro 2016                                                        | -                                                                      |                                                                        |
| 14-10-2014                                                             | Helsinki                                                               | Finlandia                                                              | 0 – 2                                                                  | Romania                                                                | Qual. Euro 2016                                                        | -                                                                      |                                                                        |
| 14-11-2014                                                             | Bucarest                                                               | Romania                                                                | 2 – 0                                                                  | Irlanda del Nord                                                       | Qual. Euro 2016                                                        | -                                                                      | 47’                                                                    |
| 18-11-2014                                                             | Bucarest                                                               | Romania                                                                | 2 – 0                                                                  | Danimarca                                                              | Amichevole                                                             | -                                                                      | 84’                                                                    |
| 29-3-2015                                                              | Ploiești                                                               | Romania                                                                | 1 – 0                                                                  | Fær Øer                                                                | Qual. Euro 2016                                                        | -                                                                      |                                                                        |
| 13-6-2015                                                              | Belfast                                                                | Irlanda del Nord                                                       | 0 – 0                                                                  | Romania                                                                | Qual. Euro 2016                                                        | -                                                                      | 29’                                                                    |
| 7-9-2015                                                               | Bucarest                                                               | Romania                                                                | 0 – 0                                                                  | Grecia                                                                 | Qual. Euro 2016                                                        | -                                                                      |                                                                        |
| 11-10-2015                                                             | Tórshavn                                                               | Fær Øer                                                                | 0 – 3                                                                  | Romania                                                                | Qual. Euro 2016                                                        | -                                                                      |                                                                        |
| 17-11-2015                                                             | Bologna                                                                | Italia                                                                 | 2 – 2                                                                  | Romania                                                                | Amichevole                                                             | -                                                                      | 69’                                                                    |
| 23-3-2016                                                              | Giurgiu                                                                | Romania                                                                | 1 – 0                                                                  | Lituania                                                               | Amichevole                                                             | -                                                                      |                                                                        |
| 27-3-2016                                                              | Cluj-Napoca                                                            | Romania                                                                | 0 – 0                                                                  | Spagna                                                                 | Amichevole                                                             | -                                                                      | 90+1’                                                                  |
| 25-5-2016                                                              | Como                                                                   | RD del Congo                                                           | 1 – 1                                                                  | Romania                                                                | Amichevole                                                             | -                                                                      |                                                                        |
| 29-5-2016                                                              | Torino                                                                 | Romania                                                                | 3 – 4                                                                  | Ucraina                                                                | Amichevole                                                             | -                                                                      |                                                                        |
| 3-6-2016                                                               | Bucarest                                                               | Romania                                                                | 5 – 1                                                                  | Georgia                                                                | Amichevole                                                             | -                                                                      | 84’                                                                    |
| 10-6-2016                                                              | Saint-Denis                                                            | Francia                                                                | 2 – 1                                                                  | Romania                                                                | Euro 2016 - 1º turno                                                   | -                                                                      |                                                                        |
| 15-6-2016                                                              | Parigi                                                                 | Romania                                                                | 1 – 1                                                                  | Svizzera                                                               | Euro 2016 - 1º turno                                                   | -                                                                      | 46’                                                                    |
| 26-3-2017                                                              | Cluj-Napoca                                                            | Romania                                                                | 0 – 0                                                                  | Danimarca                                                              | Qual. Mondiali 2018                                                    | -                                                                      | 90+1’                                                                  |
| 10-6-2017                                                              | Varsavia                                                               | Polonia                                                                | 3 – 1                                                                  | Romania                                                                | Qual. Mondiali 2018                                                    | -                                                                      |                                                                        |
| 13-6-2017                                                              | Cluj-Napoca                                                            | Romania                                                                | 3 – 2                                                                  | Cile                                                                   | Amichevole                                                             | -                                                                      |                                                                        |
| 1-9-2017                                                               | Bucarest                                                               | Romania                                                                | 1 – 0                                                                  | Armenia                                                                | Qual. Mondiali 2018                                                    | -                                                                      | 89’                                                                    |
| 5-10-2017                                                              | Ploiești                                                               | Romania                                                                | 3 – 1                                                                  | Kazakistan                                                             | Qual. Mondiali 2018                                                    | -                                                                      | 24’ 70’                                                                |
| 9-11-2017                                                              | Cluj-Napoca                                                            | Romania                                                                | 2 – 0                                                                  | Turchia                                                                | Amichevole                                                             | -                                                                      | 66’                                                                    |
| 14-11-2017                                                             | Bucarest                                                               | Romania                                                                | 0 – 3                                                                  | Paesi Bassi                                                            | Amichevole                                                             | -                                                                      | 75’                                                                    |
| 24-3-2018                                                              | Netanya                                                                | Israele                                                                | 1 – 2                                                                  | Romania                                                                | Amichevole                                                             | -                                                                      | 72’                                                                    |
| 27-3-2018                                                              | Craiova                                                                | Romania                                                                | 1 – 0                                                                  | Svezia                                                                 | Amichevole                                                             | -                                                                      |                                                                        |
| 7-9-2018                                                               | Ploiești                                                               | Romania                                                                | 0 – 0                                                                  | Montenegro                                                             | UEFA Nations League 2018-2019 - 1º turno                               | -                                                                      | 70’ 73’                                                                |
| Totale                                                                 |                                                                        | Presenze                                                               | 44                                                                     |                                                                        | Reti                                                                   | 1                                                                      |                                                                        |

## Palmarès
- Campionato rumeno: 2

Steaua Bucarest: 2012-2013, 2013-2014
- Supercoppa di Romania: 1

Steaua Bucarest: 2013
- Coppa di lega rumena: 1

Steaua Bucarest: 2015-16